# ديفيد كاليفودا
ديفيد كاليفودا (بالتشيكية: David Kalivoda)‏ (25 أغسطس 1982 في التشيك - ) هو لاعب كرة قدم تشيكي في مركز الوسط. لعب مع زبرويوفكا برنو وسلافيا براغ ونادي تيبليتسه وSC Xaverov ‏ ونادي بريبرام وSK Dolní Kounice ‏ وفيكتوريا زيزكوف وFK Chmel Blšany ‏.